# El Sargento Furia
El Sargento Furia es una serie de cuadernos de aventuras creada en 1962 por el guionista Cassarel y el dibujante Juan Escandell para Editorial Bruguera, con 36 números publicados.

## Trayectoria editorial
En 1978, Bruguera volvió a editarla, remontada e incluyéndola como serie en el tebeo "Tío Vivo".
En 2011, Glénat España la recopiló íntegramente en un solo volumen, dentro de su colección "Vintage". 

## Valoración
Para el teórico Jesús Cuadrado, El Sargento Furia fue la mejor obra de su dibujante.